# Thracia capensis
Thracia capensis is een tweekleppigensoort uit de familie van de Thraciidae. De wetenschappelijke naam van de soort is voor het eerst geldig gepubliceerd in 1890 door G.B. Sowerby III.